# 致命车手
《致命车手》（Wheelman）是Midway Studios – Newcastle开发、育碧软件发行的一款冒险游戏。游戏设定在以巴塞罗那为原型的开放世界。主角是秘密间谍Milo Burik（范·迪塞尔的电子版），他被派去做黑帮卧底，结果参与了其中一宗“大买卖”。